# 西諾韋
51°29′12″N 24°40′5″E / 51.48667°N 24.66806°E
西諾韋（烏克蘭語：Синове）是位於烏克蘭西部沃倫州裏科韋利區的村莊，始建於1502年，面積3.52平方公里，海拔高度163米，2001年人口636，人口密度每平方公里180.68人。